# A Voltvalaki Hotel epizódjainak listája
Az itt látható epizódlista a Voltvalaki Hotel című amerikai televíziós animációs sorozat epizódjait tartalmazza.

## Évados áttekintés
| Évad | Évad | Epizódok | Eredeti sugárzás | Eredeti sugárzás | Eredeti sugárzás | Magyar sugárzás  | Magyar sugárzás  | Magyar sugárzás |
| Évad | Évad | Epizódok | Évadbemutató     | Évadzáró         | Eredeti adó      | Évadbemutató     | Évadzáró         | Magyar adó      |
| ---- | ---- | -------- | ---------------- | ---------------- | ---------------- | ---------------- | ---------------- | --------------- |
|      | 1.   | 8        | 2024. január 19. | 2024. február 2. |                  | 2024. január 19. | 2024. február 2. |                 |

## Pilot-epizód (2019)
| #  | Cím                                | Rendező          | Író                                                     | Premier           |
| -- | ---------------------------------- | ---------------- | ------------------------------------------------------- | ----------------- |
| 1. | Hazbin Hotel (That's Entertaiment) | Vivienne Medrano | Dave Capdevielle, Raymond Hernandez és Vivienne Medrano | 2019. október 28. |

## Első évad (2024)
| # | Cím                                                            | Rendező          | Író                             | Premier                           |
| --- | -------------------------------------------------------------- | ---------------- | ------------------------------- | --------------------------------- |
| 1. | Nyitány (Overture)                                             | Vivienne Medrano | Vivienne Medrano                | 2024. január 19. 2024. január 19. |
| Charlie ismerteti a tervét a mennyországgal, amellyel megmentené a bűnösöket azáltal, hogy a hotelje segítségével megváltják magukat. Vaggie beszervezi a személyzetet, hogy készítsenek egy reklámfilmet a szálloda népszerűsítésére.Betétdalok: Happy Day in Hell', és a Hell is Forever. |                                                                |                  |                                 |                                   |
| 2. | A rádió megölte a videó sztárját (Radio Killed the Video Star) | Vivienne Medrano | Vivienne Medrano és Adam Neylan | 2024. január 19. 2024. január 19. |
| A vék: Vox, Velvette és Valentino teljhatalmú urak a pokolban, de Alastor visszatérése felkavarja az állóvizet. Eközben egy új szállóvendég próbára teszi Angel türelmét.Betétdalok: Stayed Gone, és a It Starts With Sorry.                                                                |                                                                |                  |                                 |                                   |
| 3. | Rántotta (Scrambled Eggs)                                      | Vivienne Medrano | Ariel Ladensohn                 | 2024. január 19. 2024. január 19. |
| Miközben a szálloda vendégei és a személyzet a bizalomról tanulnak, a nagyurak találkozóján olyan információk derülnek ki, amelyek ádáz vitához vezetnek.Betétdalok: Respectless, és a Whatever It Takes.                                                                                   |                                                                |                  |                                 |                                   |
| 4. | Maszkabál (Masquerade)                                         | Vivienne Medrano | Adam Neylan és Vivienne Medrano | 2024. január 19. 2024. január 19. |
| Angel nehezen tudja összeegyeztetni a munkáját és a szállodában töltött időt. Charlie úgy dönt, itt az ideje, hogy „hercegnői” mivoltát Angel főnökénél megmutassa.Betétdalok: Poison, és a Loser, Baby.                                                                                    |                                                                |                  |                                 |                                   |
| 5. | Hanyag apa (Dad Beat Dad)                                      | Vivienne Medrano | Rachel Kaplan                   | 2024. január 26. 2024. január 26. |
| Charlie küszködik azzal, hogy segítséget kérjen apjától, Lucifertől. Eközben egy váratlan vendég felborítja a hotel életét.Betétdalok: Hell's Greatest Dad, és a More Than Anything. |                                                                |                  |                                 |                                   |
| 6. | Üdv a mennyben (Welcome to Heaven)                             | Vivienne Medrano | Adam Stein                      | 2024. január 26. 2024. január 26. |
| Charlie és Vaggie a mennyországba tartanak, hogy beszéljenek Ádám főnökével. Eközben egy váratlan találkozás lehetőséget ad Angelnek arra, hogy megmutassa, mennyire megváltozott.Betétdalok: Welcome to Heaven, és a You Didn't Know.                                                      |                                                                |                  |                                 |                                   |
| 7. | Helló, Rosie! (Hello Rosie!)                                   | Vivienne Medrano | Ariel Ladensohn                 | 2024. február 2. 2024. február 2. |
| A titkokra fény derül, és a hotel célkeresztbe kerül, Charlie-nak és Vaggie-nek mindent meg kell tenniük, hogy megvédjék otthonukat a pusztulástól.Betétdalok: Out For Love, és a Ready For This.                                                                                           |                                                                |                  |                                 |                                   |
| 8. | A show-nak folytatódnia kell (The Show Must Go On)             | Vivienne Medrano | Adam Stein                      | 2024. február 2. 2024. február 2. |
| Az első évad fináléjában bármi megtörténhet, amikor megkezdődik a menny és a pokol légiói közötti összecsapás.Betétdalok: More Than Anything (repríz), és a Finale. |                                                                |                  |                                 |                                   |

## Második évad
2023. szeptember 28-án már az alkotó megerősítette, hogy berendelték a második évadot.
| Sor. | Év. | Cím | Rendező | Író | Premier |
| ---- | --- | --- | ------- | --- | ------- |

## Harmadik évad
2024. július 26-án az Amazon Prime megerősítette, hogy berendelték a 3. évadot.
| Sor. | Év. | Cím | Rendező | Író | Premier |
| ---- | --- | --- | ------- | --- | ------- |

## Negyedik évad
2024. július 26-án az Amazon Prime megerősítette, hogy berendelték a 4. évadot.
| # | Cím | Rendező | Író | Premier |
| - | --- | ------- | --- | ------- |